# Manuel Oribe
Manuel Ceferino Oribe y Viana (Montevideo, llavors Banda Oriental, avui Uruguai, 26 d'agost de 1792 - ídem, 12 de novembre de 1857) va ser un militar i polític uruguaià, segon president constitucional - i cinquè president de la República - entre 1835 i 1838, i considerat com el fundador del tradicional Partit Nacional.
Fill del capità Francisco Oribe i de María Francisca Viana, descendent del primer governador de Montevideo, José Joaquín de Viana. Al començament de la Revolució de Maig (Revolución de Mayo) es va enrolar a les files patriotes com a voluntari. El seu baptisme de foc va tenir lloc en la batalla del Cerrito, el 31 de desembre de 1812, en el transcurs del segon setge de Montevideo, combat d'armes que va concloure en una victòria dels patriotes. Va participar després al costat de José Gervasio Artigas de la resistència dels orientals contra la segona invasió portuguesa de l'any 1816, en la que en pocs mesos les forces d'Artigas van ser desbaratades.

## Enemistat entre Rivera i Oribe
A finals de 1817, caigut ja Montevideo en poder dels portuguesos, Oribe, enganyat per les promeses del director Juan Martín de Pueyrredón, al que només li movia la tenacitat de restar-li elements a Artigas, va abandonar la lluita i va passar a Buenos Aires junt amb el seu germà Ignacio i el coronel Rufino Bauzá, emportant-se amb si el Batalló de "Libertos" i un batalló d'artilleria.
La versió que aporta l'historiador Francisco Bauzá, fill de Rufino Bauzá, al final de la seva obra Historia de la dominación española en Uruguay (1880-1882) argumenta que davant de la insistència gairebé obsessiva d'Artigas en nomenar al seu favorit, Fructuoso Rivera, com comandant militar al sud del Riu Negro per fer front a la invasió, Rufino Bauzá i Manuel Oribe s'haurien manifestat en contra, situació que va generar un violent intercanvi de paraules amb un Artigas al qual ja la situació militar se'n li anava de les mans. L'enemistat personal entre Rivera i Oribe, que pel que sembla data de tals esdeveniments, va decidir el jove oficial a abandonar el seu irascible cap. Carlos Federico Lecor, comandant de l'exèrcit ocupant, no va oposar cap trava al passatge dels oficials orientals a Buenos Aires, per més que no va poder atreure'ls a la seva causa.

## Primer període a Buenos Aires
A Buenos Aires, segons se sap per la compulsa de la papereria de l'època, des de 1819, Oribe, al costat de Santiago Vázquez i altres orientals residents allà, oposats per igual a l'ocupació portuguesa com a Artigas, hauria integrat una societat secreta de caràcter paramaçònic, anomenada Societat dels Cavallers Orientals (Sociedad de los Caballeros Orientales), la qual va esperar almenys fins al Congrés Cisplatí de 1821 per emprendre el retorn a la des de llavors anomenada Província Cisplatina i començar els seus treballs per revertir la situació.
Entretant, després de la derrota definitiva d'Artigas (i fins i tot abans d'ella) un altre sector de la classe dirigent oriental s'havia adherit als ocupants, acceptant i col·laborant en els fets estretament amb els portuguesos. Aquest sector serà l'únic que estigui representat al Congrés Cisplatí de 1821.
L'ocupació de la Província Cisplatina per part de les tropes portugueses havia portat com a conseqüència addicional la fractura dels sectors dirigents, que des de llavors es van alinear en dos grups, de moment escassament diferenciats en composició social, i separats per l'acceptació o no d'aquella presència militar: el grup de Montevideo, pro portuguès, anomenat Club del Barón, per la seva proximitat al comandant Carlos Federico Lecor, "Baró de la Llacuna", i el grup d'exiliats del port, on Oribe es trobava, fortament influït per l'unitarisme, i partidari de la reincorporació a les Províncies Unides del Riu de la Plata en quant fos possible.
Aquesta divisió és l'antecedent més remot de l'aparició de les divises tradicionals de l'Uruguai, després transformades (quan van tenir un programa escrit) en moderns partits polítics: respectivament el Partit Colorado i el Partit Nacional.

## Tornada a Montevideo
El 1821 Oribe va tornar a Montevideo i el dia en què es va produir la lluita entre els portuguesos, realistes fidels i els partidaris de l'Imperi del Brasil que venia de proclamar a Pere I de Brasil com a emperador, va prendre partit pels portuguesos, mentre els seus companys es movien en el sentit d'involucrar a algunes de les Províncies Unides del Riu de la Plata en el sosteniment de la seva causa. Oribe va rebre el càrrec de sergent gran en les forces del general Álvaro Da Costa, mentre que Carlos Federico Lecor, tornat al costat brasiler, va mantenir el control de la campanya des de la seva caserna a Canelones, per al qual va comptar amb l'invalorable suport que li donava el tenir del seu costat a l'excomandant "artiguista" Fructuoso Rivera, cooptat pel grup pro portuguès (i ara unànimement pro brasiler) el març de 1820.
Da Costa, sense mitjans per resistir per molt temps, i a dir veritat, en espera d'una definició en la guerra entre Portugal i el Brasil per la independència d'aquest últim país, va embarcar per a Lisboa amb les seves tropes el febrer de 1824, abandonant completament a la seva sort al grup dels Caballeros Orientales que s'havia aferrat a les seves armes com a possibilitat per triomfar. Oribe i el seu cercle, conscients del que els esperava si queien a les mans de Lecor, van abandonar Montevideo, tornant a Buenos Aires per a un segon exili. L'últim dia de febrer de 1824, Lecor i Rivera van entrar a Montevideo sense disparar un tret, i van comminar a l'Ajuntament a jurar fidelitat a l'emperador Pere I.

## Segon exili a Buenos Aires
Novament el grup dispers va haver de reunir-se a Buenos Aires, més exactament en un salador del partit de Barracas, del que era administrador l'oriental Pedro Trápani. Allà, i després de les fortes mesures repressives dels brasilers contra els partidaris del moviment de 1822 i 1823, que van arribar fins i tot a les confiscacions de bestiars i béns de grangers de Buenos Aires com Bernardino Rivadavia i Juan Manuel de Rosas, va escampar l'alarma en aquests sectors, que van veure com els caps de bestiar dels camps orientals eren destinats per als saladors de Rio Grande do Sul, que en poc temps van començar a desbancar a seus similars de Buenos Aires al mercat local.
Els exiliats orientals van rebre la visita i el suport monetari de Juan Manuel de Rosas, poderós camperol, que es va convertir en un dels principals finançadors de l'expedició que la història coneixeria com Croada Llibertadora (Cruzada Libertadora). És possible que d'aquests fets dati el començament del vincle, molt estret després, entre Manuel Oribe i Juan Manuel de Rosas.

## Els Trenta-Tres Orientals

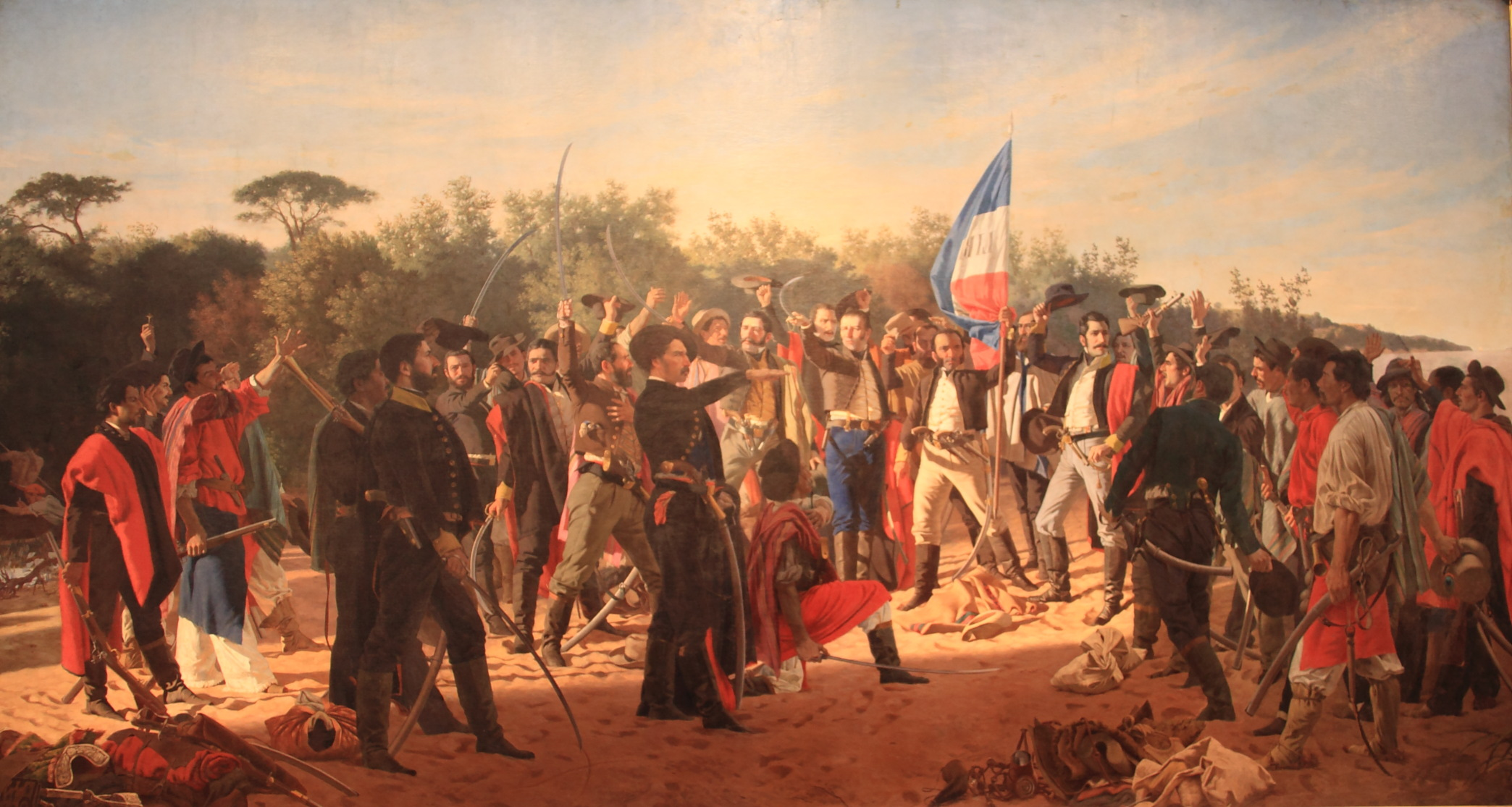
Desembarcada del Trenta-Tres Orientals, per Juan Manuel Blanes.

El 19 d'abril de 1825 es va produir l'ingrés a la Província Cisplatina per part d'un petit grup comandat per Juan Antonio Lavalleja i Manuel Oribe, al que es coneixeria com els Trenta-Tres Orientals. S'iniciava la Guerra Cisplatina i, poc més tard, Oribe arribarà davant Montevideo amb forces al seu comandament i posarà setge a la ciutat. Va ser promogut a tinent coronel el 19 de setembre de 1825 i es va trobar en la batalla de Sarandí el 12 d'octubre pel que es va ascendir a coronel després de la victòria oriental. Mesos més tard, el 9 de febrer de 1826, Oribe va obtenir una completa victòria sobre la forta columna brasilera al combat del Cerro. També va ser present el 20 de febrer de 1827 en la victòria de les armes argentí-orientals sobre les imperials brasileres a Ituzaingó.
Malgrat estar fortament identificat amb el grup que envoltava Juan Antonio Lavalleja, el 14 d'agost de 1832, durant la primera administració de Fructuoso Rivera va ser designat coronel gran, i el 9 d'octubre de 1833 va ser nomenat Ministre de Guerra i Marina. Serà ascendit a brigadier general el 24 de febrer de 1835. El mateix Rivera va patrocinar la candidatura d'Oribe per a succeir-lo en el comandament presidencial, sent elegit l'1 de març de 1835 com segon president constitucional.

## Final de la presidència de Rivera i mandat d'Oribe
El primer govern de Rivera, entre 1830 i 1834, havia transcorregut en seu gairebé totalitat sota la vigència del règim de fronteres obertes imposat per la Convenció Preliminar de Pau. La seva administració, de fet poc eficaç, ja que va passar la major part del temps al departament de Durazno, ciutat que havia fundat el 1821, va ser portada endavant per un cercle exclusiu de polítics vinculats a l'antic partit pro portuguès i pro brasiler: "els Cinc Germans" (Lucas José Obes i els seus quatre cunyats), el que va provocar dos moviments insureccionals de Juan Antonio Lavalleja el 1832 i 1834, ambdós fàcilment derrotats. Manuel Oribe no va prendre part en tals moviments.
La història uruguaiana ha criticat a Rivera i la seva primera presidència com a exemples d'ineficàcia administrativa, contrastant-la amb la solvència d'Oribe des de 1835. En realitat, es tractava no només de dos personatges notòriament diferents en l'individual i en els estils de comandament, sinó de dues situacions diferents del país. El 1835, vençut el termini esmentat abans pel qual la Convenció Preliminar de Pau preveia l'ingrés de forces argentines o brasileres al país en cas de trobar aquests governs algun perill en la situació política de l'Uruguai, era moment de llançar a caminar l'Estat i posar en plena vigència la Constitució de 1830, fins llavors gairebé no aplicada.
Això és el que explica el contingut de la primera presidència d'Oribe, en la qual des d'un principi no es va voler deixar cap assumpte administratiu per resoldre. Des de l'elaboració del Gran Libro de Dudas de 1835 (primer esbós de la comptabilitat de l'Estat uruguaià), passant per la creació d'un sistema de jubilacions i pensions aquell mateix any, a la fundació de la Universitat de la República el 1838, el govern d'Oribe apareix com el primer que llança caminar el projecte de gestió de les classes dirigents de l'Uruguai, sense recolzar-se en cap poder fora de fronteres.

## Rivera derrota a Oribe
El juliol de 1836 Rivera, ofès per les circumstàncies a les quals va arribar una comissió nomenada per examinar els comptes del seu període de govern, va recórrer a les armes, sent derrotat el 19 de setembre d'aquell any en camps de Carpintería, a Durazno, refugiant-se poc després al Brasil, on es va vincular a la "Guerra dels Farrapos" de la República Riograndense, a la que s'havien adherit alguns dels seus excamarades d'armes de l'exèrcit portuguès, com Bento Gonçalves Da Silva.
Va tornar a intentar-ho Rivera a l'any següent reforçat amb tropes riograndenses, i va aconseguir derrotar a Oribe el 22 d'octubre de 1837, a Yucutujá, departament de Salto. Poc després, Rivera és derrotat a l'acció del Yí, però la victòria "brasiler-riverista" de Palmar, el 15 de juny de 1838, va deixar la República a les mans de Rivera, al qual cal sumar el bloqueig imposat per una flota francesa a Buenos Aires, que va deixar incomunicat el president Oribe de qui ja s'havia manifestat com el seu aliat en aquest conflicte, el cabdill federal i governador de la província de Buenos Aires, Juan Manuel de Rosas.

## Tercer exili a Buenos Aires
El 24 d'octubre de 1838, Oribe va renunciar al comandament i va aconseguir travessar el bloqueig i arribar a Buenos Aires, on Rosas el va rebre com a president legal de l'Uruguai, i va utilitzar la seva experiència militar incorporant-lo a l'exèrcit que comandava, per llavors en lluita contra el partit unitari. Oribe va combatre a la Coalició del Nord, formada per les províncies de Tucumán, Salta, La Rioja, Catamarca i Jujuy el 1840 i el 1841.
Va batallar contra el general Juan Lavalle, vencent-lo a la "batalla de Quebracho Herrado" el 28 de novembre de 1840, i una altra vegada a la "batalla de Famaillá" el 17 de setembre de 1841, va prendre presoner el governador de Tucumán, Marco Avellaneda, al que va fer degollar i exhibir el seu cap en una pica a la plaça pública de Tucumán. Des d'aquí ara endavant, l'oposició unitària i els seus aliats vermells de l'Uruguai van insistir cada vegada més en la imatge de l'Oribe "degollador i assassí" igual com la de Rosas. La literatura d'opositors polítics a aquest últim com les Tablas de Sangre escrites pel cordovès José Rivera Indarte van carregar les tintes sobre aquest tema, creant la imatge de l'exclusivitat de la violència pels federals i els blancs, quan el monopoli d'aquesta, en realitat, no pertanyia a cap grup, com pot desprendre's de l'anàlisi de la correspondència de Juan Lavalle, per exemple.
Al capdavant d'un poderós exèrcit, el 6 de desembre de 1842 va derrotar a l'Arroyo Grande a l'exèrcit de Rivera que, en guerra contra Juan Manuel de Rosas des de març de 1839, havia envaït la província d'Entre Ríos.
Rivera en derrota va repassar l'Uruguai davant Salto, retornant precipitadament a Montevideo on només va poder lliurar el comandament en el president del Senat Joaquín Suárez, i sortir novament a campanya per recompondre el seu exèrcit desfet.

## El Govern del Cerrito

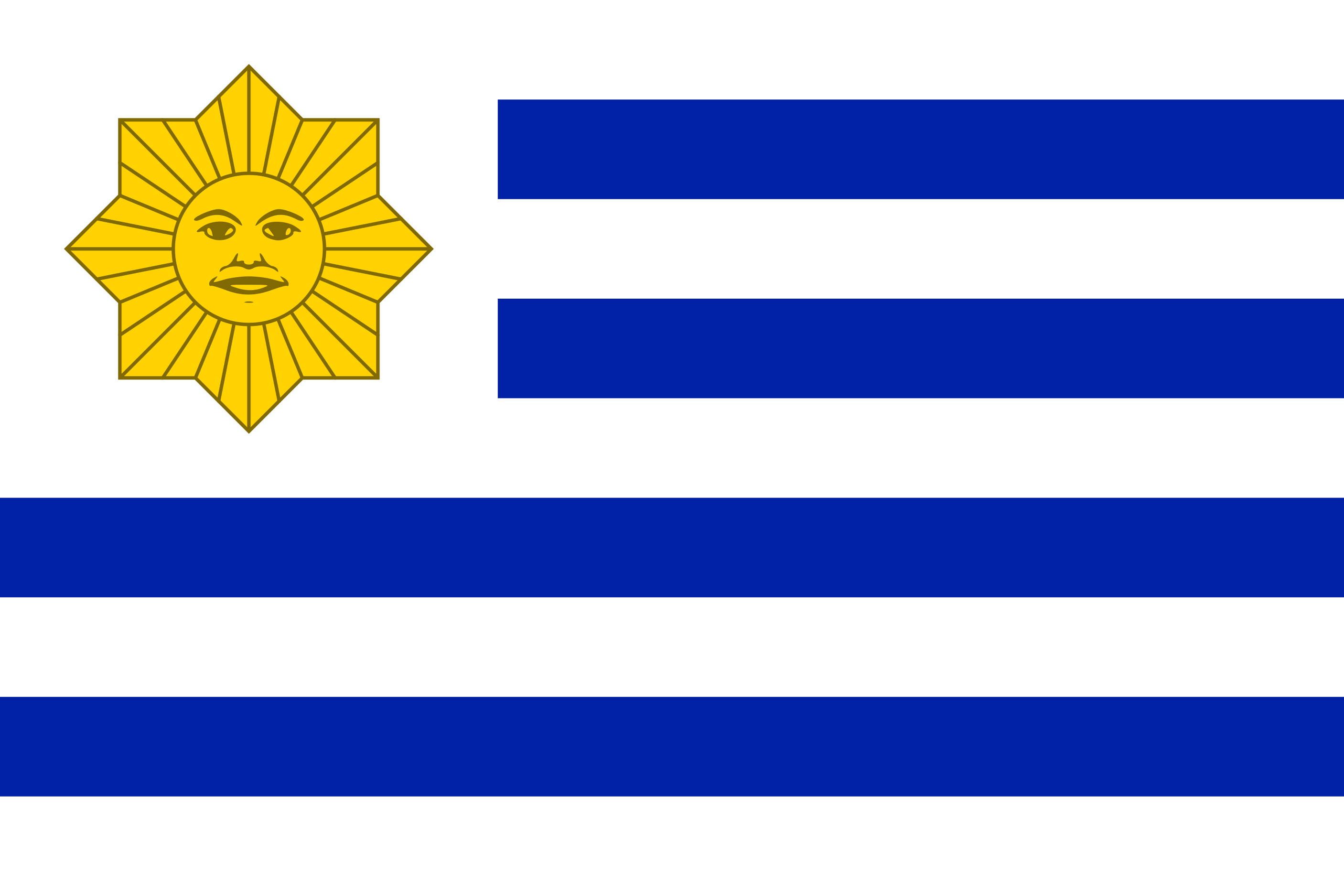
Bandera de l'Estat Oriental de l'Uruguai usada per les forces del Partit Nacional de Manuel Oribe, durant el Govern del Cerrito, fins a 1851.

Mentre Oribe avançava sobre Montevideo, els membres del Partit Colorado van organitzar l'Exèrcit de la Defensa, comandat pel militar unitari argentí José María Paz i l'oriental Melchor Pacheco y Obes. A ell es van sumar diversos grups de les col·lectivitats francesa, espanyola i italiana que van formar "legions" que numèricament van superar en conjunt als propis efectius orientals amb què comptaven els membres del Partit Colorado.
El 16 de febrer de 1843 Oribe va invadir la ciutat de Montevideo. Seria aquest el tercer dels llocs en què ell participés, i el més llarg de tots, ja que duraria vuit anys i mig, fins i tot el 8 d'octubre de 1851. Tot seguit, va organitzar novament el seu govern, com si res no hagués ocorregut des del 24 d'octubre de 1838. Va designar ministres, hi va haver un parlament i es va dictar una ingent quantitat de disposicions legals. Així va començar el "Govern del Cerrito", denominat d'aquesta forma per estar instal·lat la caserna general d'Oribe en el Cerrito de la Victoria, on 30 anys abans hagués iniciat la seva trajectòria de les armes i establint la capital provisional de l'Uruguai a l'ad hoc ciutat creada de Restauración (actualment el barri de Villa Unión), va ser en aquesta població que per primera vegada es va retre oficialment homenatge a José Gervasio Artigas en ser-li donat el nom del pròcer federal a la principal avinguda de Restauración.
El Govern del Cerrito va controlar la totalitat del país fins i tot 1851, exceptuant Montevideo i Colonia del Sacramento. Va tenir el seu port d'ultramar alternatiu a la rada del Buceo, a l'est de Montevideo, i va aplicar la Constitució de 1830 com a base del seu ordre jurídic. Algunes figures destacades d'aquella administració van ser Bernardo Prudencio Berro, Cándido Juanicó, Juan Francisco Giró, Atanasio Cruz Aguirre, Carlos Villademoros i altres patricis, alguns d'important actuació política posterior.
Un altre gran tema va ser la proposta de la reunificació de la Pàtria que va realitzar Rosas el 1845, amb la reincorporació de l'Uruguai a les Províncies Unides del Riu de la Plata, anul·lant les imposicions de la Convenció Preliminar de Pau, dictada per la conveniència de l'Imperi Britànic al Riu de la Plata, el 1828. Manuel Oribe no va voler decidir o no va tenir l'altura política per decidir sobre aquest acte transcendent i va enviar el tema a tractament d'una comissió parlamentària que es va perdre en idil·lis que a res no van arribar.
Sigui com fos, cap a 1850 la causa d'Oribe i Rosas semblava destinada al triomf. La revolució de 1848 a França, que havia fet caure a la monarquia de Lluís Felip I, havia deixat a la intempèrie al "Govern de la Defensa" sostingut per aquella. El govern de Montevideo no va acceptar l'oferiment del príncep-president Napoleó III d'enviar per socórrer a la plaça assetjada als presos polítics de la repressió de les Jornades de juliol, dient per boca de Manuel Herrera i Obes: "Què seria de nosaltres si venen els comunistes?".
El 1850, l'enviat de Napoleó III, Le Predour, va firmar una convenció de pau amb Felipe Arana, canceller de Rosas. Un any abans ho havia fet Southern, enviat de l'imperi Britànic. El "govern de la Defensa", amb les hores comptades, es va afanyar a involucrar la seva última carta: l'Imperi del Brasil i el cabdill d'Entre Ríos, Justo José de Urquiza.
El Brasil veia amb aversió el triomf de Rosas i Oribe al Plata, i ja des de 1848 aquest últim va haver de repel·lir durament diverses incursions brasileres a la frontera nord, dedicades als guarniments de bestiar cap a Rio Grande do Sul. Urquiza, en canvi, buscant una sortida més àgil i directa per a seus guanyats cap als seus compradors de l'exterior, sense passar per la duana de Buenos Aires, que Rosas controlava i les rendes del qual no va socialitzar mai durant els seus gairebé 20 anys de govern, va ser temptat per Manuel Herrera y Obes qui li va oferir el port de Montevideo per a tals efectes.
Ordida la trama, els esdeveniments es van precipitar després d'agost de 1851, quan Urquiza es va declarar en rebel·lió contra Rosas. Poc després penetrava en territori oriental, marxant cap al Cerrito per acabar amb Manuel Oribe, el seu antic camarada d'armes. Aquest va ordenar als seus comandants que li detinguessin, però les seves ordres van ser estranyament desobeïdes. Gairebé en un tancar i obrir d'ulls, Urquiza es va presentar davant de Montevideo, comminant a Oribe a retre's, la qual cosa aquest va fer, abandonat de tots.

## Últims anys
En aquells temps Manuel Oribe estava en els trams finals de la seva existència. El 12 de novembre de 1857 va morir al Paso Molino, gairebé al final de l'avui conegut com a carrer Uruguayana.
Durant la seva vetlla, la bandera dels Trenta-Tres Orientals, per la que combatés, va ser sostinguda per qui havia estat el capdavanter de l'expedició i incondicional partidari seu, Juan Spikerman. Se li van decretar honors oficials i va rebre sepultura al cementiri del Pas, sent posteriorment traslladat a l'Església de San Agustín, al barri de La Unión (nom que després de 1852 es va donar a la vila de la Restauración, contigua al seu campament militar del Cerrito).

## Família
Manuel Oribe s'havia casat amb la seva neboda, Agustina Contucci, el 8 de febrer de 1829, havent-hi 4 fills del seu matrimoni. Anys enrere, el 1816, l'actriu uruguaiana Trinidad Guevara havia tingut amb ell una filla, Carolina, que va ser apadrinada per Gabriel Antonio Pereira.

## El seu lloc en la història oficial
Manuel Oribe va ser un dels homes públics de l'Uruguai de reivindicació més tardana, sobretot per la llegenda de crueltat encunyada durant la Guerra Gran. Encara el 1919, el destacat líder i estadista del Partit Colorado, José Batlle y Ordóñez escrivia que "ser del Partit Colorado és odiar la tradició de Rosas i Oribe", i la seva premsa al·ludia sempre al Partit Nacional com el partit oribista. En el centenari de la seva mort (1957) els membres del Partit Colorado al Consell Nacional de Govern de l'Uruguai es van negar a posar-se dempeus per homenatjar-lo. També des de files pròpies hi va haver actituds comparables: el diari conservador del Partit Nacional, El Plata, va passar per alt la commemoració d'aquell aniversari, sense esmentar-ho si més no.